# 旭川市立北都中学校
旭川市立北都中学校（あさひかわしりつ ほくとちゅうがっこう）は、北海道旭川市にかつて所在した公立中学校。旧校名は旭川市立第七中学校。現在の旭川市立中央中学校の前身校の一つである。
生徒数減少のため、旭川市立常盤中学校（旧：市立第五中学校）、旭川市立聖園中学校（旧：市立第六中学校）と共に統合されることが決定し、2015年新設の旭川市立中央中学校に機能を引き継ぐ形で、同年3月末で閉校した。

## 沿革
- 1947年（昭和22年）5月：旭川市立第七中学校として開校。
  - 同時に旭川市立第五中学校（常盤中学校）、旭川市立市立第六中学校（聖園中学校）も開校している。
- 1949年（昭和24年）9月：旭川市立北都中学校に校名変更。
- 1958年（昭和33年）：旭川市立七条高等学校（1951年3月閉校）の跡地に新校舎を建設して移転。
- 1996年（平成8年）12月:旭川女子中学生集団暴行事件が発生。
- 2011年（平成23年）6月：常盤中学校・聖園中学校・北都中学校の3校を統合し、新設校の校舎を常盤中学校の敷地に建設することを決定。
- 2012年（平成24年）12月：統合後の新設校の校名を「旭川市立中央中学校」とすることを決定[4][5]。新制服を制定[5]。
- 2013年（平成25年）4月：本年度の入学生徒から、統合前の3校の生徒が新制服を着用開始[5]。
- 2014年（平成26年）6月15日：新校章を制定[1]。
- 2015年（平成27年）3月31日：中央中学校への統合により、閉校[1]。

## 統合計画
2000年代以降、学区が隣接する常盤中学校・聖園中学校・北都中学校の生徒数が減少したことから、これらの学校を統合させる計画が浮上。2010年10月の時点では宮下通り4〜5丁目付近に新設校を建設するとしていたが、新校舎の増改築などの利便性から、2011年6月に旭川市教育委員会は常盤中学校の敷地内に新校舎を建設する変更案を提示。同年7月の検討会議を経て、8月に常盤中学校の敷地に新設校舎を建設することを事実上決定した。
2012年12月に、旭川市教育委員会は新設校の校名を「旭川市立中央中学校」とすることを決定。また同時に新設校の制服も決定し「新設校において全員が同じ制服を着用できるように」との配慮から、統合対象の3校では2013年度入学の生徒から新制服が採用された。
しかし、聖園中学校の学区（特に新町地区や亀吉地区）から常盤中学校までは相当離れており、特に冬期には徒歩での通学が困難になることが予想されるため、聖園中学校の学区在住者を中心に反対運動も行われた。これに対しては、市がバス通学のための通学費補助を行う方針を示した。2012年時点では、市教委は2015年4月に新設校を開校する予定とし、上記の反対運動があることなどから開校までには紆余曲折が予想されたものの、予定通り2015年3月31日をもって3校は本校に統合されて閉校、同年4月1日に本校が新設された。

## 跡地利用
旭川市立中央中学校の新校舎は、常盤中学校の跡地に建設された。また聖園中学校の跡地には、2016年4月に北海道旭川高等支援学校が開校した。
しかし、本校だけは廃校後の跡地利用が進まず、旧校舎がそのまま残っており廃墟化している。1階の窓と生徒用入口として使用されていた部分はベニヤ板で塞がれているが、教職員・来賓用入口として使われていた部分は開いたままになっている。旭川市の公式ウェブサイトでは洪水時の避難場所として2階以上が利用可能としており、避難場所一覧ページにも「旧北都中学校」として掲載されている。なお廃校後も、旧校舎南側の運動場などの施設は中央中学校の部活動などで利用されている。
敷地面積は10,710.74 m2、建物延床面積は6,161.03 m2。敷地は市有地であるが一部国有地を含む。校舎などの学校施設は、1958年（昭和33年）から1972年（昭和47年）にかけて建設されたもので、老朽化が進んでおり耐震基準を満たしていない。市では土地売却を検討しており、市民からも老朽化した旧校舎が放置されているのは危険だという投書が寄せられたことから、2025年度に解体される予定である。

## 周辺
- 牛朱別川
- 国道39号
- 旭川電気軌道「8条17丁目」バス停
- 道北バス「8条18丁目」バス停
- 天理教明旭分教会
- 北海道教職員組合旭川支部
- 旭川中央警察署七条通交番
- セイコーマート旭川9条通店
- イトーヨーカドー旭川店（2021年5月9日閉店）
- 旭川四条駅

## 著名な出身者
- 今津寛 - 政治家[12]